# Gmina Gedved
Gmina Gedved (duń. Gedved Kommune) – istniejąca w latach 1970–2006 gmina w Danii w okręgu Vejle Amt.
Siedzibą władz gminy było miasto Gedved.
Gmina Gedved została utworzona 1 kwietnia 1970 na mocy reformy podziału administracyjnego Danii. Po kolejnej reformie administracyjnej w roku 2007 weszła w skład nowej gminy Horsens.

## Dane liczbowe
- Liczba ludności: (♀ 5160 + ♂ 5055) = 10 215
  - wiek 0–6: 9,9%
  - wiek 7–16: 14,6%
  - wiek 17–66: 63,3%
  - wiek 67+: 12,2%
- zagęszczenie ludności: 67,6 osób/km²
- bezrobocie: 3,4% osób w wieku 17–66 lat
- cudzoziemcy z UE, Skandynawii i USA: 141 na 10 000 osób
- cudzoziemcy z krajów Trzeciego Świata: 115 na 10 000 osób
- liczba szkół podstawowych: 4 (liczba klas: 65)